# Parque Buenos Aires
Parque Buenos Aires é um parque público localizado no bairro de Higienópolis (distrito da Consolação), na região central da cidade de São Paulo, outrora chamado Praça Buenos Aires. O local conta com 22,2 mil metros quadrados de extensa área verde. Em sua frente está a Avenida Angélica (antiga Rua Itatiaia), tendo em um dos lados a Rua Piauí, de outro a Rua Alagoas, e ao fundo, a Rua Bahia. O parque fica aberto todos os dias da semana, das 6 às 19 horas.
Inicialmente uma praça, o Parque Buenos Aires foi transformado em parque em 1987. A praça original foi criada a partir de uma área desapropriada pela Prefeitura em 1912, com o objetivo de preservar a vista sobre o Vale do Pacaembu. Criado pelo paisagista francês Bouvard, o projeto original contava com uma elevação central com um mirante, onde foi instalado um telescópio e espelho d'água que permitia uma vista de frente para a Avenida Angélica.
Contrastando com a arquitetura desenvolvida e fortes casarões que sobreviveram ao tempo, o parque retorna às origens da natureza, sendo considerado um local ideal para sua contemplação.
Além disso, o local disponibiliza uma área verde que também é utilizada como palco de apresentações culturais. O parque possui espaço infantil, aparelhos de ginástica e locais apropriados para cães, e conta com espaço para contemplação, caminhadas, relaxamento, passeio e sanitários.
O parque é conhecido como "Praça das Babás", principalmente pelos moradores da região de Higienópolis.

## História
Em 1912, a Prefeitura de São Paulo desapropriou uma área da região central da cidade, inaugurando em 20 de setembro de 1913 a Praça Higienópolis. Em setembro do mesmo ano, seu nome foi alterado para Praça Buenos Aires.
Durante a gestão do prefeito Raymundo da Silva Duprat, o urbanista e paisagista francês Joseph Antoine Bouvard foi contratado para projetar a construção de parques e praças que trouxessem beleza à cidade. Seu trabalho, conhecido como Plano Bouvard, tinha como colaborador o também paisagista francês Cochet.[carece de fontes?] Essa parceria resultou na implantação de um estilo conhecido como "paysager", que propõe um refinado paisagismo com o setor lúdico, proporcionando lazer no uso de espaços livres e mantendo os padrões higiênicos da expansão de grandes cidades.[carece de fontes?]
Foi em 1916 que as obras da praça, encabeçadas pelo arquiteto paisagista francês Bouvard, foram concluídas, e o espaço foi entregue à população como mais uma opção de área verde, contendo cercamento, espelhos d´água, esculturas e outros elementos de infraestrutura. O objetivo principal dessa construção era a manutenção da vista sobre o Vale do Pacaembu. O projeto ainda incluía uma elevação na parte central do espaço com direito a mirante e telescópios de observação.
O local era considerado praça, até que em 2 de dezembro de 1987 foi transformado no Parque Buenos Aires, tal qual conhecemos hoje. A mudança foi realizada pelo então prefeito Jânio Quadros. Em 1992, foi tombado pelo CONPRESP, visando a preservar as suas características. Compactado numa região de extrema presença de prédios e fluxo de automóveis, o Parque Buenos Aires transformou-se em um tradicional ponto de tranquilidade na sempre agitada vida da cidade.
Em outubro de 2010, a proibição do uso roupas de banho no parque causou polêmica entre seus frequentadores. O secretário municipal Eduardo Jorge garantiu que iria rever as condições da situação. Em setembro de 2016, outra polêmica envolvendo o parque se iniciou. Dessa vez, o contrato da empresa que prestava o serviço de vigilância ao local não foi renovado, o que resultou na ausência de segurança não somente deste parque, mas também dos parques Aclimação, Alfredo Volpi, Cemucam, Colina de São Francisco, Independência, Juliana de Carvalho Torres, Vila Leopoldina-Orlando Villas-Boas, Linear do Sapê, Luis Carlos Prestes, Mário Covas, Parque do Povo, Previdência, Raposo Tavares, Trianon e Zilda Natel. Por causa da falta de seguranças, o Parque Buenos Aires teve de alterar o horário de funcionamento e passou a encerrar as atividades diariamente às 19 horas.

## Fauna e flora

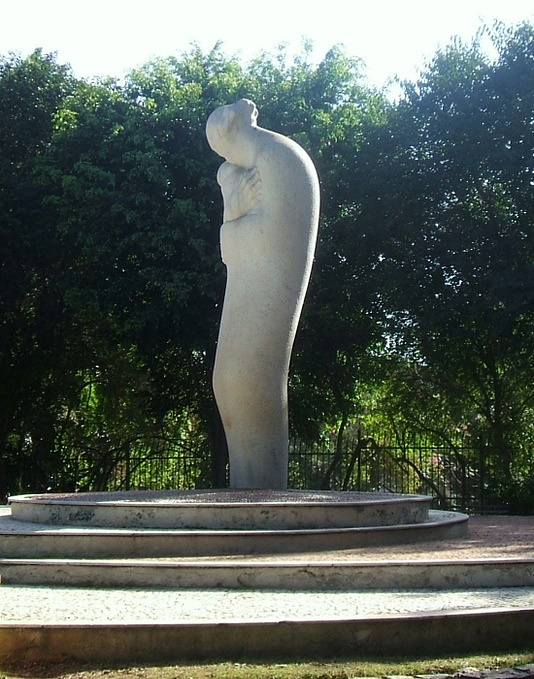
Mãe, de Caetano Fraccaroli.

Aves de pequeno porte, como pardais, tico-ticos, pombos e periquitos, encantam os visitantes e auxiliam na polinização das diversas espécies vegetais do parque, que vão de pequenos arbustos a árvores de grande porte, como embaúbas, canelas, sibipirunas e um jequitibá-rosa com quarenta metros de altura. Já foram registradas mais de 73 espécies no parque Buenos Aires desde a sua abertura. Algumas dessas espécies, como pau-brasil, peroba e pinheiro-do-paraná, estão ameaçadas de extinção.
No parque é possível avistar com facilidade aves como tico-tico, sabiá-laranjeira e sanhaçu-cinzento, entre outras, apresentando também ocorrência de gambás-de-orelha-preta e vegetações compostas por áreas ajardinadas, alamedas e gramados. Na copa das árvores, é possível observar a rabilonga alma-de-gato, o pica-pau-de-cabeça-amarela ou joão-velho e a algazarra de casais de bem-te-vizinho-de-penacho-vermelho.

## Espaço para os cães
O parque tem a área dos cães, feita especialmente para os cachorros, apresentando área cercada e de terra batida onde eles podem correr livres da correia e se socializar. Também pensando nos cães, o parque possui fontes de água especiais para que eles possam se refrescar.
Todos os frequentadores do Parque Buenos Aires têm o direito de passear com seus animais de estimação, mas seguindo as normas de conduta previstas nas leis municipal 13 131/01 e estadual 11 531/03.

## Arte no parque
O parque possui esculturas de arte espalhadas, entre elas uma de autoria de Caetano Fraccaroli, chamada "Mãe", que foi vencedora de um concurso nacional sobre o tema no ano de 1964. Pesando 24 toneladas e esculpida de apenas um bloco de mármore, ela foi instalada em frente ao espelho d’água. Outras esculturas são "O Tango", de Roberto Vivas, esculpida em bronze e granito no ano de 1996, "Veado Atacado" e "Leão Atacado", ambas vindas da França e executadas em bronze pela Frondies d’art ou Val d’cane e uma cópia de uma escultura de Lasar Segall. Na comemoração dos 96 anos do parque, em 2009, foram feitas diversas intervenções artísticas, que serão doadas ao parque ao final da mostra "Oxigênio".

## Atividades no parque
O Parque Buenos Aires possui atividades gratuitas, como Lian Gong, Tai Ji Qi Gong, Rádio Taissô e Tai Chi Chuan, durante vários horários de segunda a domingo, não sendo necessária nenhuma inscrição, além de área para apresentações culturais (Praça das Mães), playground, espelho d’água, aparelhos de ginástica (barras e pranchas), cercado para cães, espaço para contemplação, caminhadas e relaxamento, passeio e sanitários.
Dentro do local não é permitido andar de bicicleta e skate. No Parque Buenos Aires há um espaço para descarte de lixo eletrônico, onde aceitam todos os tipos de eletrodomésticos com exceção de pilhas e baterias.  